# Glypta panamintana
Glypta panamintana är en stekelart som beskrevs av Dasch 1988. Glypta panamintana ingår i släktet Glypta och familjen brokparasitsteklar. Inga underarter finns listade i Catalogue of Life.